# Aittosaari (ö i Norra Savolax, Norra Savolax, lat 63,45, long 27,29)
Aittosaari är en ö i Finland. Den ligger i sjön Nerkoonjärvi och i kommunen Idensalmi i den ekonomiska regionen  Övre Savolax   och landskapet Norra Savolax, i den centrala delen av landet, 400 km norr om huvudstaden Helsingfors. Öns area är 11 hektar och dess största längd är 0,7 kilometer i nord-sydlig riktning.